# 和歌山県道216号温川田辺線
和歌山県道216号温川田辺線（わかやまけんどう216ごう ぬるみがわたなべせん）は、和歌山県田辺市を通る一般県道である。

## 概要
田辺市中辺路町温川から田辺市新庄町に至る。
旧中辺路町の温川から田辺市の新庄町までをつなぐ道路であるが、旧中辺路町水上と旧田辺市伏菟野の間が極めて狭小であり通行量がほとんどないため、旧中辺路町区間と旧田辺市区間で事実上分断されている状態であり、両区間で道路状況が大きく異なる。
旧中辺路町区間は主に山の中を通過し、和歌山県道198号龍神中辺路線との重複区間を除き、全線にかけて道が狭いが、農地や民家などがあるので、生活道路として地元住民が利用している。
旧田辺市区間のうち、終点の新庄町から下三栖交差点までは一部区間を除き道路幅が広く、基幹病院である紀南病院までのアクセス道路であり、国道42号バイパス・和歌山県道35号上富田南部線・西牟婁郡上富田町方面への田辺市道（南紀広域農道）とも接続があるため通行量が多い。下三栖交差点から伏菟野までは1.5車線程度の道幅となり、地元住民の田辺市中心部方面との往来での利用が主となるため通行量も減る。
旧中辺路町水上と旧田辺市伏菟野の間の区間は道幅が極めて狭く、軽自動車以下の車両しか通行することができず、離合箇所も少なく、落石などにより路面状態も悪いため通行困難であり、利用者はほとんどいない。
なお、田辺市中心部から同市中辺路町温川間を移動する場合、国道42号 - 国道311号を通った方が安全・快適である。

### 路線データ
- 起点：和歌山県田辺市中辺路町温川（国道371号交点）
- 終点：和歌山県田辺市新庄町（田辺市橋谷交差点、和歌山県道31号田辺白浜線交点）
- 実延長：26.845 km

## 路線状況

### 重複区間
- 和歌山県道198号龍神中辺路線（田辺市中辺路町澤・中辺路町沢交差点 - 田辺市中辺路町水上）
- 和歌山県道35号上富田南部線（田辺市下三栖・下三栖交差点 - 田辺市上万呂）

### 道路施設

#### 橋梁
- 熊野橋（左会津川、田辺市）

## 地理

### 通過する自治体
- 和歌山県
  - 田辺市

### 交差する道路
| 交差する道路                             | 交差する場所   | 交差する場所            |
| ---------------------------------------- | -------------- | ----------------------- |
| 国道371号                                | 中辺路町内井川 | 起点                    |
| 和歌山県道198号龍神中辺路線 重複区間起点 | 中辺路町澤     | 中辺路町沢交差点        |
| 和歌山県道198号龍神中辺路線 重複区間終点 | 中辺路町水上   |                         |
| 和歌山県道209号長野上秋津線              | 長野           |                         |
| 和歌山県道218号平瀬上三栖線              | 上三栖         |                         |
| 和歌山県道35号上富田南部線 重複区間起点  | 下三栖         | 下三栖交差点            |
| 和歌山県道35号上富田南部線 重複区間終点  | 上万呂         |                         |
| 和歌山県道207号上万呂北新町線            | 上万呂         | 田辺市上万呂交差点      |
| 国道42号                                 | 新庄町         |                         |
| 和歌山県道31号田辺白浜線                 | 新庄町         | 田辺市橋谷交差点 / 終点 |

### 交差する鉄道
- 紀勢本線

### 沿線
- 田辺市立長野小学校
- 田辺市立三栖小学校
- 紀南病院